# لورانس س. بيكر
لورانس س. بيكر (بالإنجليزية: Lawrence C. Becker)‏ هو فيلسوف أمريكي، ولد في 1939، وتوفي في 2018.